# Bersabo
Bersabo (em grego: Βερσαβους; romaniz.: Bersabous) foi um proeminente sassânida do século VI e amigo íntimo do xá Cosroes I (r. 531–579). Ele foi preso na Armênia por Valeriano em 541/547 e enviado para Constantinopla, onde permaneceu por vários anos enquanto Cosroes tentou libertá-lo oferecendo altas somas por seu regate. Foi libertado, contudo, em 551 pelo imperador bizantino Justiniano (r. 527–565) durante a embaixada de Isdigusnas sob a promessa de retirada das tropas sassânidas de Lázica.